# Dino Zoff
Dino Zoff [ˈdiːno dzɔf] (* 28. Februar 1942 in Mariano del Friuli) ist ein ehemaliger italienischer Fußballtorwart und Fußballtrainer. Er gilt als einer der besten Torhüter der Geschichte.
Zoff ist der älteste Spieler, der je Fußballweltmeister wurde, als er 1982 im Alter von 40 Jahren als Mannschaftskapitän von Italien den WM-Titel gewinnen konnte. Auf Vereinsebene feierte der Torhüter in den 1970er und 1980er Jahren zahlreiche Erfolge mit Juventus Turin.
Später wirkte Dino Nazionale als Vereinstrainer für verschiedene Vereine in der Serie A und stand 2000 als italienischer Nationaltrainer im Endspiel um die Europameisterschaft.
2004 setzte ihn Pelé auf die Liste der besten 125 noch lebenden Fußballspieler (FIFA 100).

## Spielerkarriere

### Jugend
Dino Zoff wuchs in einfachen Verhältnissen als Sohn eines Landwirts im norditalienischen Friaul auf und war schon früh ein begeisterter Fußballtorwart. Der schmächtige Jugendliche war im Alter von 14 Jahren aber kaum 1,60 m groß, weshalb die Jugendabteilungen sowohl von Udinese Calcio und Inter Mailand ihn wegen zu geringer Körpergröße nicht aufnahmen. Also fing Zoff bescheiden an, debütierte bei Marianese, dem Klub seines Heimatdorfes. Zoff wurde als 19-Jähriger 1961 von Udinese verpflichtet.

### Im Verein
Dino Zoff gab seinen Posten als Automechaniker auf und unterschrieb in Udine seinen ersten Profivertrag. Doch sein Debüt in der Serie A geriet zur Katastrophe, als er bei der 2:5-Auswärtsniederlage beim AC Florenz fünf Gegentore hinnehmen musste. Am Saisonende stieg er mit Udinese in die Serie B ab.
1963 wechselte Zoff zum AC Mantova, mit dem er 1965 als Tabellenletzter erneut absteigen musste, doch in der Folgesaison den sofortigen Wiederaufstieg schaffte. Ein 1:0-Sieg über Inter Mailand am letzten Spieltag der Saison 1966/67 brachte ihm Genugtuung: Inter führte bis dahin die Liga an, musste aber aufgrund dieser Niederlage Juventus Turin die Meisterschaft überlassen. Zoff genoss die späte Genugtuung, es dem Verein, der ihn einst verschmäht hatte, gezeigt zu haben.

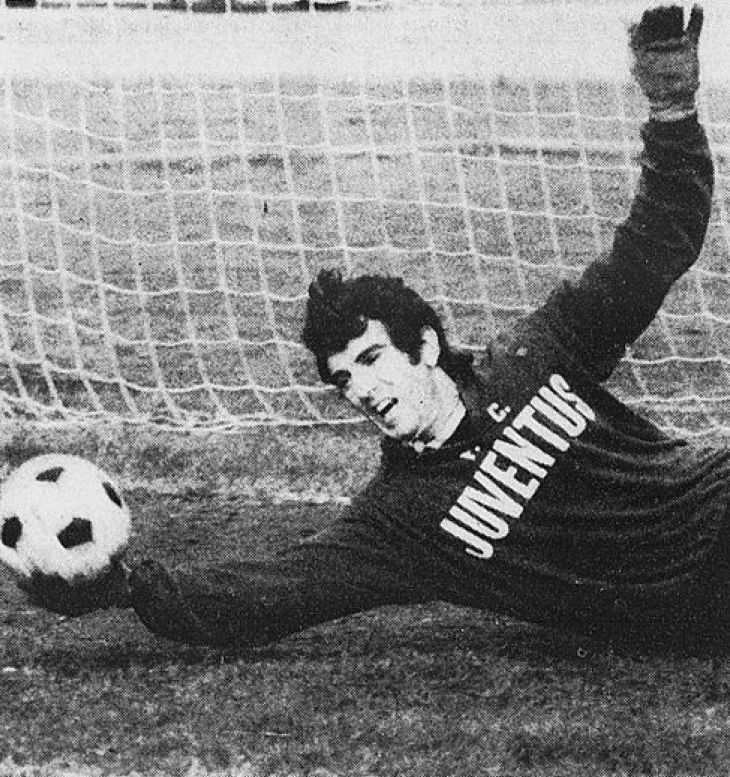
Dino Zoff bei Juventus Turin (1973)

Nach dieser starken Saison wurde er an den SSC Neapel verkauft, wo er in den folgenden fünf Jahren zu einem der besten Torhüter Italiens avancierte. „An meine Zeit in Neapel habe ich nur tolle Erinnerungen“, sagte Zoff rückblickend. „Eine wunderbare Stadt voller Leben.“ Doch ihn zog es weiter, als ihm 1972 Juventus Turin einen Vertrag anbot, fackelte er nicht lange und stimmte dem Transfer zu. Die Turiner ließen sich die Dienste des 30-jährigen Ausnahmetorwarts einiges kosten; sie zahlten 330 Millionen Lire und zwei Spieler (Carmignani und Ferradini) an Napoli. Als Torwart der Alten Dame erwies sich Zoff als sicherer Rückhalt und darüber hinaus als eifriger Titelsammler; er konnte sechsmal die italienische Meisterschaft (Scudetto) und zweimal die Coppa Italia gewinnen. Auf internationaler Ebene gewann er 1977 den UEFA-Pokal, Juve hatte Athletic Bilbao bezwungen (1:0 und 1:2). Auch im Finale des Europapokals der Landesmeister stand er zweimal, ging aber jeweils als Verlierer vom Platz: 1973 unterlag man Ajax Amsterdam, und 1983 besiegte der Hamburger SV Juventus mit 1:0.
Diese Finalniederlage war eine der letzten Partien des Führungsspielers. Nach elf Jahren bei den Bianconeri verkündete Zoff mit 41 Jahren seinen Abschied vom aktiven Sport. „Es gibt eine Sache, gegen die ich nicht ankämpfen kann“, erklärte er schließlich vor seinem letzten Spiel am 2. Juni 1983, „und das ist das Alter.“ In seiner Zeit bei Juventus hatte er 330 Meisterschaftsspiele am Stück absolviert und keine einzige Partie verpasst.

### In der Nationalmannschaft
Dino Nazionale bestritt insgesamt 112 Länderspiele für Italien und nahm an vier Weltmeisterschaften teil.
Ende der 1960er Jahre hatte sich Zoff in den Kreis der Nationalmannschaft vorgearbeitet und durfte vor heimischer Kulisse in Neapel sein Länderspieldebüt feiern. Am 20. April 1968 hütete er gegen Bulgarien das Tor seines Heimatlandes und nach dem 2:0-Erfolg war der Einzug ins Halbfinale der Europameisterschaft geschafft. Am Ende stand der Titel als Europameister für die Azzurri, und nach nur vier Länderspielen hatte Zoff seinen ersten Titel gewonnen. Doch die folgende WM 1970 verlief für den Torwart enttäuschend, da er das Turnier in Mexiko nur als Ersatzmann von Enrico Albertosi verfolgen konnte.
Nach seinem Wechsel zu Turin und einigen Patzern von Konkurrent Albertosi besserten sich Zoffs Karten, und er wurde 1972 neuer Stammtorwart der Squadra Azzurra. Die Qualifikation zur Fußball-Weltmeisterschaft 1974 beendete Italien ohne Gegentor, was vor allem Zoff zu verdanken war: Von September 1972 bis Juni 1974 blieb er in zwölf Länderspielen ohne Gegentor. Bei der WM-Endrunde in der BRD beendete der Haitianer Sanon nach 1143 Minuten diese Serie. Der 3:1-Erfolg über Haiti blieb der einzige Sieg der enttäuschenden Italiener bei dieser WM, die nach der Vorrunde die Heimreise antreten mussten.
Vier Jahre später vertraute der neue Trainer Enzo Bearzot vor allem auf Turiner Spieler. Neben Zoff standen sechs weitere Juve-Profis im Aufgebot für die WM 1978 in Argentinien, das schließlich den vierten Platz belegte.
1982 krönte Zoff seine 22-jährige Profilaufbahn mit dem Gewinn der Weltmeisterschaft in Spanien. Als Kapitän wurde ihm die Ehre zuteil, nach dem gewonnenen Finale über Deutschland (3:1) den Pokal in Empfang zu nehmen. Mit 40 Jahren ist Zoff bis heute der älteste Fußballspieler, der Weltmeister wurde. Als einzigem Italiener ist es ihm gelungen, Welt- und Europameister zu werden. Sein letztes Spiel für die Nationalmannschaft war die 0:2-Niederlage in der EM-Qualifikation am 29. Mai 1983 in Schweden.

### Charakter
„Alles, was ich erreicht habe, habe ich dank harter Arbeit erreicht“, hat Zoff einmal gesagt. Er war ein Kämpfer, der verbissen trainierte, um seine Ziele zu erreichen. Er war ein Arbeitstier, ein Perfektionist, aber stets ruhig und ausgeglichen. Zoff wusste sich immer zu motivieren und sich trotz seines Alters immer neue Ziele zu setzen. Noch 2018, im Alter von 76 Jahren, trainierte er beinahe täglich in den Räumlichkeiten des Circolo Canottieri Aniene, um sich fit zu halten.

### Erfolge
Nationalmannschaft
- Weltmeister: 1982
- Europameister: 1968
- Vize-Weltmeister: 1970
- WM-Vierter: 1978

Juventus Turin
- Italienischer Meister: 1972/73, 1974/75, 1976/77, 1977/78, 1980/81, 1981/82
- UEFA-Pokalsieger: 1976/77
- Italienischer Pokalsieger: 1979, 1983

## Trainerkarriere
Nach seinem Karriereende wurde Dino Zoff Trainer und holte in der Saison 1989/90 mit Juventus Turin den UEFA-Pokal. In der Folge trainierte er zudem die Mannschaft von Lazio Rom und der AC Florenz. Nach der Fußball-Weltmeisterschaft 1998 übernahm er von Cesare Maldini die Italienische Fußballnationalmannschaft und wurde zwei Jahre später bei der Fußball-Europameisterschaft 2000 in Belgien und den Niederlanden Vize-Europameister. Dabei war das Team Zoffs nur wenige Augenblicke vom Titel entfernt gewesen. Der Franzose Wiltord hatte jedoch in der 4. Minute der Nachspielzeit noch ausgeglichen, und Frankreich schoss in der Verlängerung das Golden Goal zum 2:1. Zoff trat noch am gleichen Abend von seinem Amt als Nationaltrainer zurück. Dies erfolgte auf starken Druck des damaligen Präsidenten des AC Mailand, Silvio Berlusconi. Zoffs Nachfolger wurde Giovanni Trapattoni.

### Erfolge
Nationalmannschaft
- Vize-Europameister: 2000

Juventus Turin
- UEFA-Pokalsieger: 1989/90
- Italienischer Pokalsieger: 1989/90